# Двохсотлітня людина (повість)
«Двохсотлітня людина» (англ. The Bicentennial Man)  — науково-фантастична повість американського письменника Айзека Азімова, що було видана в лютому 1976 року. Твір отримав три найпрестижні премії в англомовній фантастиці у номінації Найкраща коротка повість (англ. Best Novellette): Неб'юла 1976 року, Г'юґо і Локус 1977 року.
Повість друкувалась у збірках «Двохсотлітня людина та інші історії» (1976), «Все про роботів» (1982) та «Мрії робота» (1990). За мотивами повісті Айзеком Азімовим у співавторстві із Робертом Сілвербергом було написано роман «Позитронна людина» 1992 року.

## Сюжет
Робот Ендрю слугує в сім'ї Мартінів. Всі члени сім'ї до нього добре відносяться. Після того як він виготовляє гарний дерев'яний медальйон для Маленької Міс, йому надають книги по столярству, дизайну, а також інструменти та матеріали. Ендрю виготовляє багато гарних речей, які сім'я продає та забезпечує собі безбідне життя.
За наполяганням Маленької Міс, робот просить відпустити його на волю. Оскільки Мартіни вже давно не наказують, а просять Ендрю щось зробити, і Ендрю не має намірів полишати роботу у них, то отримання свободи нічого не змінить, окрім задоволення бажання Ендрю. Робот є власністю Мартінів, а не орендований у U.S. Robots and Mechanical Men, Inc., залишилось тільки добитись признання такого рішення судом. Суд визнає їх рішення з формулюванням:
|  | Не можна заперечувати права на свободу для будь-кого, чий мозок розвинутий настільки, щоб усвідомлювати це поняття і бажати цього. |

Ендрю переселяється в окремий будинок, заробляє собі столярством. Щоб відрізнятись від простих роботів, він починає носити одяг. Після того як, через дотримання трьох законів, він не зміг захистити себе від хуліганів, Маленька Міс докладає всіх зусиль для прийняття закону, що забороняє завдавати шкоди роботам.
Ендрю видає книгу про історію роботів і стає знаменитим. Разом зі своїм адвокатом — внуком Мартінів, він умовляє компанію U.S. Robots, пересадити його мозок в пластикове людиноподібне тіло.
Ставши першим роботобіологом, Ендрю винаходить багато удосконалень для свого тіла. Ці винаходи можуть імплантуватись людям, щоб продовжити їхнє життя. Це робить Ендрю видатним вченим.
Нащадки Мартінів заповідають йому свою юридичну фірму, через яку він починає боротись за визнання себе людиною. Розуміючи неминучу поразку при прямому наполяганні, фірма хитро проводить закони, що визнають людиною все, що має живі частини людського тіла.
Замінивши всі частини тіла на людські окрім мозку, Ендрю все ще боїться поразки в реалізації своєї мрії. І він наважується на пересадку собі органічного мозку, який на відміну від позитронного не є вічним.

## Видання
- 1976 рік — видавництво Ballantine Books (США).